# أندرو ماكدونالد (لاعب هوكي الجليد)
أندرو ماكدونالد هو لاعب هوكي الجليد كندي، ولد في 7 سبتمبر 1986 في Judique, Nova Scotia ‏ في كندا.

## وصلات خارجية
- أندرو ماكدونالد على موقع دوري الهوكي الوطني (الإنجليزية)
- أندرو ماكدونالد على موقع EliteProspects.com (الإنجليزية)
- أندرو ماكدونالد على موقع HockeyDB.com (الإنجليزية)
- أندرو ماكدونالد على موقع Hockey-Reference.com (الإنجليزية)